# Księstwo tmutarakańskie

Położenie księstwa tmutarakańskiego na tle innych księstw ruskich

Księstwo tmutarakańskie – udzielne księstwo ruskie ze stolicą w Tmutarakani, istniejące na przełomie X i XI wieku. Obejmowało Półwysep Tamański, leżący po wschodniej stronie cieśniny Kerczeńskiej (współcześnie jest to fragment Kraju Krasnodarskiego w Rosji), naprzeciwko Kercza. Okresowo zajmowało też sąsiednie terytoria, m.in. rejon dzisiejszego miasta Kercz.

## Historia
Światosław I spustoszył kaganat chazarski w 965 roku, przyłączając miasto Tmutarakań do swojego państwa. Dopiero jednak Włodzimierz I Wielki wyznaczył synowi Mścisławowi Chrobremu (Walecznemu) Tmutarakań jako odrębny udział. Kiedy do tego doszło, dokładnie nie wiadomo, podaje się różne daty: 988, 990, 1010 rok. W 1024 roku księstwo zostało połączone unią personalną z księstwem czernihowskim. Mścisław zachował odrębny tytuł książęcy, a w księstwie tmutarakańskim mianował namiestnikiem własnego syna, Eustafija. Wedle części opinii, było to jednak wyznaczenie nowego udziału. Po śmierci Eustafija księstwo dostało się na nowo pod bezpośrednie władanie Mścisława. Jego następcy nie wydzielali ponownie księstwa.
Księstwo zostało odnowione w 1064 roku, kiedy Tmutarakań została wydzielona Glebowi Światosławowiczowi. W tym też roku utracił on księstwo na rzecz przyrodniego brata Rościsława. Sukces interwencji na jego rzecz okazał się krótkotrwały, natychmiast po wyjściu interwentów z miasta Gleb został ponownie przez Rościsława wygnany. Rządził on do 1067 roku, kiedy został otruty. Wtedy na tron ponownie wstąpił Gleb. Ten rządził znowu krótko, do 1068, kiedy tron utracił. Przez kolejne lata księstwo przechodziło z rąk do rąk, nie tylko ruskich, ale i greckich i chazarskich. W 1079 Wsiewołod Jarosławowic zajął miasto i osadził w nim namiestnika Racibora. W 1082 roku księstwo zajęli książęta: Wołodar Rościsławicz i Dawid Igorewicz. Już rok później władzę w księstwie objął, przy bizantyjskiej pomocy, Oleg Świętosławowicz. Księstwo popadło w zależność lenną od Bizancjum. W 1094 roku przy pomocy Połowców Oleg zdobył Czernihów. Być może ceną za tę pomoc było zrzeczenie się praw do Tmutarakani, bo po tej dacie tytuł księcia tmutarakańskiego nie był już nigdy na Rusi w użyciu.

## Książęta
- Mścisław Chrobry (Waleczny) 988–1036
  - Eustafij Mścisławicz 1024–1032/1033 (według niektórych opinii zaliczany do książąt udzielnych)
- Gleb Światosławowic 1064
- Rościsław Wołodymyrowicz 1064
- Gleb Światosławowic 1064
- Rościsław Wołodymyrowicz 1064–1066
- Gleb Światosławowic 1066–1068
- Roman Światosławowic 1069–1079
- Wsiewołod Jarosławowic 1079–1082
- Wołodar Rościsławicz i Dawid Igorewicz 1082–1083
- Oleg Świętosławowicz 1083–1094